# Annika Zell
Annika Zell (* 24. März 1965) ist eine ehemalige schwedische Orientierungs- und Ski-Orientierungsläuferin.
Zell gewann im Orientierungslauf 1993 und 1996 das O-Ringen. Dreimal siegte sie beim Staffellauf Tiomila: 1995 und 1996 mit Sundsvall OK und 2006 mit dem norwegischen Verein Nydalens SK. 1992 war sie im Gesamt-Weltcup Fünfte.
Im Ski-Orientierungslauf nahm sie erstmals 1986 bei der Weltmeisterschaft teil. Bei den Titelkämpfen im bulgarischen Batak wurde sie Einzelfünfte und gewann mit der schwedischen Staffel Silber. 1990 gewann sie Bronze auf der Langdistanz, hinter Ragnhild Bratberg aus Norwegen und der Schwedin Arja Hannus. 1992 gewann sie bei der Weltmeisterschaft in Pontarlier ihre ersten beiden Titel. Sie siegte auf der Langdistanz sowie in der Staffel mit Ann-Charlotte Carlsson und Arja Hannus. Auf der Kurzdistanz wurde sie hinter Hannus und der Finnin Virpi Juutilainen Dritte. Die schwedische Frauenstaffel gewann auch bei den folgenden zwei Weltmeisterschaften den Titel, 1996 war Zell außerdem mit Silber auf der kurzen Strecke und erneut mit Gold auf der langen Strecke erfolgreich. 1998 wurde sie mit ihrem Kurzdistanztitel zum sechsten Mal Weltmeisterin, zudem gewann sie Silber auf der langen Distanz hinter Liisa Anttila aus Finnland. Auch mit der Staffel gewann sie Silber. 2000 bestritt sie im russischen Krasnojarsk ihre letzte Weltmeisterschaft und gewann dabei eine weitere Silbermedaille mit der Staffel.
1991 und 1993 wurde sie schwedische Mitteldistanzmeisterin, 1990 Meisterin auf der Langdistanz. Mit der Staffel von Sundsvalls OK war sie 1993 erfolgreich.

## Platzierungen

### Ski-Orientierungslauf
Weltmeisterschaften:
- 1986: 5. Platz Einzel, 2. Platz Staffel
- 1990: 5. Platz Kurz, 3. Platz Lang, 2. Platz Staffel
- 1992: 3. Platz Kurz, 1. Platz Lang, 1. Platz Staffel
- 1994: Kurz dnf, 6. Platz Lang, 1. Platz Staffel
- 1996: 2. Platz Kurz, 1. Platz Lang, 1. Platz Staffel
- 1998: 1. Platz Kurz, 2. Platz Lang, 2. Platz Staffel
- 2000: 6. Platz Kurz, 9. Platz Lang, 2. Platz Staffel

Gesamt-Weltcup:
- 2. Platz: 1991 und 2000
- 3. Platz: 1999